# Loasa heterophylla
Loasa heterophylla är en brännreveväxtart som beskrevs av William Jackson Hooker och Arn. Loasa heterophylla ingår i släktet Loasa och familjen brännreveväxter. Inga underarter finns listade i Catalogue of Life.